# Погребете сърцето ми в Ундид Ний
„Погребете сърцето ми в Ундид Ний“ (на английски: Bury my heart at Wounded Knee. An Indian History of the American West) е книга на американския писател Ди Браун, автор и на няколко романа за американските индианци.
Книгата подробно разказва за етапите при покоряването на американския Запад, за стълкновенията на индианските племена с армията на САЩ.
Ди Браун (29 февруари 1908 – 12 декември 2002), е бивш библиотекар и професор по библиотечно дело в Илинойския университет. Книгата му не е научна монография, а е предназначена за широк кръг читатели и има публицистичен характер. Според самият Браун, той се е опитал да създаде „един разказ за завоюването на Американския Запад, както са го изпитали неговите жертви“.
На български език е издадена от издателство „Земиздат“ през 1989.

## Ефект върху културата
През 2007 г. е заснет HBO Films в едноименен телевизионен филм с участието на Ейдън Куин, Адам Бийч и Август Шеленберг. Филмът частично се опира върху текста на книгата, но сюжета му засяга само някои епизоди от историята на племето лакота (сиу), вкл. и такива, за които в книгата не се говори.
Книгата заема място в раздел „История“ на "Стоте най-велики не-белетристични книги според вестник „Гардиън“.
Заглавието на книгата и филма са посветени на клането на стотици индиански мъже, жени и деца от 7-и кавалерийски полк при Ундид Ний на 29 декември 1890 г., макар че в книгата са представени много други епизоди, свързани със завладяването на Далечния запад и историческата съдба на различни племена.
Канадската певица с индиански произход Бъфи Сент-Мари записва песен със същото заглавие.